# Stuearalie-slægten
Stuearalie (Fatsia) er en planteslægt, der kun har én art, som vokser i Østasien.
| Arter |

- Stuearalie (Fatsia japonica)